# رؤیای نوجوانی (ترانه کیتی پری)
«رؤیای نوجوانی» (به انگلیسی: Teenage Dream) ترانه‌ای از خوانندهٔ آمریکایی کیتی پری می‌باشد که در ۲۳ ژوئیهٔ سال ۲۰۱۰ به‌عنوان دومین تک‌آهنگ از سومین آلبوم استودیویی وی به‌همین نام منتشر گردید. او به همراه بونی مک‌کی و تهیه‌کنندگان ترانه، دکتر لوک، مکس مارتین و بنی بلانکو، در نوشتن این قطعه مشارکت داشت. مک‌کی «رؤیای نوجوانی» را به عنوان یک قطعه نوستالژیک توصیف می‌کند که احساسات سرخوشانهٔ عاشق بودن در دوران نوجوانی را یادآوری می‌کند، در حالی که پری می‌گوید این اثر او را به دوران نوجوانی‌اش می‌برد. «رویای نوجوانی» از نظر موسیقایی یک ترانهٔ پاپ با ضرب‌آهنگ میانه می‌باشد که حال‌وهوای قدیمی دارد. این آهنگ در سبک‌های پاور پاپ و الکتروپاپ ساخته شده و تأثیراتی از دیسکو و پاپ راک نیز در خود دارد. پری در آغاز ترانه با با صدایی می‌خواند و رفته‌رفته صدایش عمق و قدرت بیشتری پیدا می‌کند. محتوای اشعار «رویای نوجوانی» دربارهٔ رابطه‌ای است که در آن، عاشق دوباره حس جوانی می‌کند.